# Turma da Gafieira
Turma da Gafieira foi uma banda brasileira formada na década de 1950 e composta por várias músicos de renome da época, como Baden Powell, Sivuca e o baterista Edison Machado. Além dos músicos, esta banda é notória por ser a precursora do samba-jazz.

## Discografia
- 1957 - Turma da Gafieira
- 1958 - Samba Em Hi-Fi
- 1962 - Melodia Ritmo Alegria